# Dijar Nikqi
Dijar Nikqi, né le 29 octobre 2004 à Peć, est un footballeur albanais. Il joue au poste d'attaquant au KF Tirana.

## Carrière

### En club
En janvier 2022, il rejoint le KF Tirana en provenance de l'Akademia e Futbollit. Il joue son premier match en championnat le 20 février suivant contre le KS Kastrioti Krujë en entrant à la 82e à la place de Redon Xhixha.

### En sélection
Né au Kosovo, il obtient son passeport albanais en octobre 2020. Le 5 août 2021, il est convoqué avec les moins de 18 ans pour affronter l'Italie et il débute dans le 11 de départ. Quelques jours plus tard, il est convoqué pour les espoirs pour affronter la République tchèque lors des éliminatoires du championnat d'Europe espoirs 2023. Il entre au début de la seconde période à la place de Bernard Karrica.

## Palmarès
KF Tirana
| - Championnat d'Albanie (1) : - Champion : 2021-2022. |  | - Supercoupe d'Albanie (1) : - Vainqueur : 2022. |